# Katerîno-Natalivka, Sofiivka
Katerîno-Natalivka (în ucraineană Катерино-Наталівка) este un sat în comuna Mîkolaiivka din raionul Sofiivka, regiunea Dnipropetrovsk, Ucraina.

## Demografie
Componența lingvistică a localității Katerîno-Natalivka
     Ucraineană (100%)
Conform recensământului din 2001, toată populația localității Katerîno-Natalivka era vorbitoare de ucraineană (100%).